# Aleksandar Tišma
Aleksandar Tišma (cyr. Александар Тишма; ur. 16 stycznia 1924 w Horgošu, zm. 16 lutego 2003 w Nowym Sadzie) – serbski powieściopisarz i nowelista pochodzenia żydowskiego. Był absolwentem germanistyki Wydziału Filologicznego Uniwersytetu Belgradzkiego.
Początkowo pisał wiersze (zbiory Naseljeni svijet 1956 i Krčma 1961), później opowiadania (tomy Krivice 1961, Nasilje 1965, Mrtvi ugao 1973, Povratak miru 1977, Škola bezbožništva 1978, Iskušenja ljubavi 1995) oraz powieści: Śladem czarnowłosej dziewczyny (Za crnom devojkom) (1969) oraz Księgi Blama (Knjiga o Blamu) (1972, wyd. pol. 1978) o tragicznych wydarzeniach w Nowym Sadzie (akcja zagłady Serbów i Żydów przez władze węgierskie w 1942 roku).